# Лісничівка (село)
Лісничі́вка — село у складі Балтської міської громади у Подільському районі, Одеська область.
Розташоване за 10 км від центру громади — міста Балта. На півдні межує з селом Оленівка, на сході з селом Козацьке, на півночі з селом Перейма та на північному заході з селом Борсуки. Біля села проходить автодорога Балта — Вінниця.

## Історія
Лісничівка заснована в середині XVIII століття у лісистій місцевості. За переказами місцевих жителів першим мешканцем села був лісник разом з родиною, їхня хата знаходилася в районі «басейну».

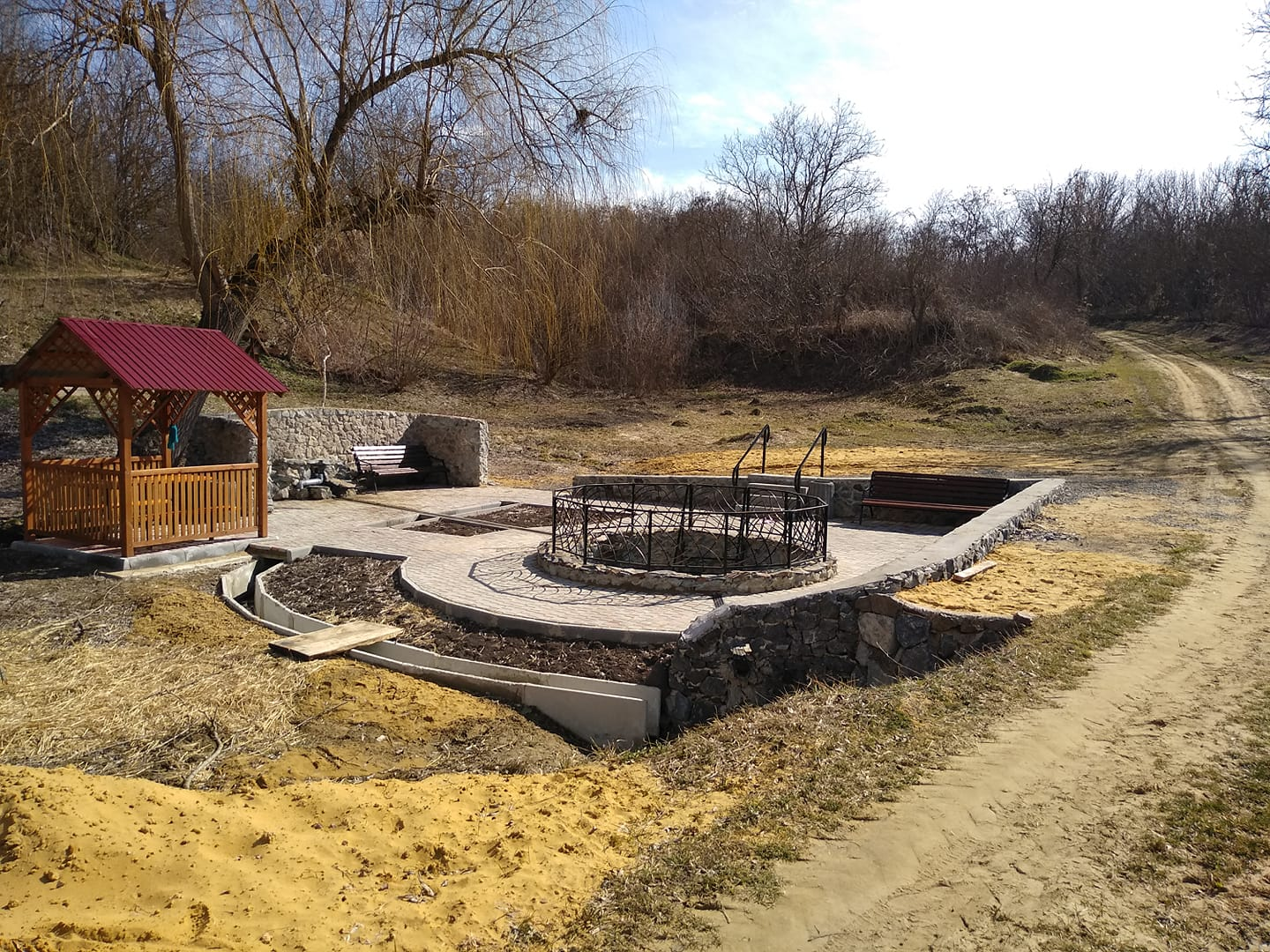
Історичний центр села Лісничівка

За адміністративним поділом у XVIII столітті територія села входила до Брацлавського воєводства (Річ Посполита). З кінця XVIII століття почало входити до Балтського повіту Подільської губернії (Російська імперія).
7 (20) листопада 1917 року, відповідно до Третього Універсалу Української Центральної Ради, увійшло до складу Української Народної Республіки.
У 1918—1919 роках значна частина сільської молоді симпатизувала Директорії УНР на чолі з Симоном Петлюрою. У Лісничівці діяв антибільшовицький повстанський загін. Також мешканці села входили до повстанських загонів Семена Заболотного.
З 1923 року — Балтський район, а з 1932 року — Одеська область. Під час організованого радянською владою Голодомору 1932—1933 років померло щонайменше 2 жителі села.
Після проведення адміністративно-територіальної реформи 2015—2020 років було створено Балтську міську громаду, в яку увійшов Лісничівський старостинський округ. 
12 червня 2020 року, відповідно до Розпорядження Кабінету Міністрів України від № 724-р «Про визначення адміністративних центрів та затвердження територій територіальних громад Одеської області», увійшло до складу Балтської міської територіальної громади. 
19 липня 2020 року, в результаті адміністративно-територіальної реформи і ліквідації Балтського району, село увійшло до складу новоутвореного Подільського району.

## Населення

### Чисельність
На поч. ХХ ст. в селі проживало 2064 чол.
Згідно з переписом 1989 року населення села становило 653 особи, з яких 262 чоловіки та 391 жінка.
За переписом населення 2001 року в селі мешкали 642 особи.

### Мова
Розподіл населення за рідною мовою за даними перепису 2001 року:
| Мова       | Відсоток |
| ---------- | -------- |
| українська | 90,8 %   |
| російська  | 4,91 %   |
| румунська  | 3,22 %   |
| білоруська | 0,15 %   |
| вірменська | 0,15 %   |

## Керівний склад різних скликань
| Прізвище, ім'я, по батькові | Основні відомості                                                 | Дата обрання | Дата звільнення |
| --------------------------- | ----------------------------------------------------------------- | ------------ | --------------- |
| Хатенко Анатолій Вікторович | Сільський голова, 1962 року народження, освіта вища, безпартійний | 26.03.2006   | 31.10.2010      |
| Хатенко Анатолій Вікторович | Сільський голова, 1962 року народження, освіта вища, безпартійний | 31.10.2010   | 20.09.2013      |
| Левченко Михайло Петрович   | Сільський голова, 1974 року народження, освіта вища, безпартійний | 25.05.2014   |                 |

Примітка: таблиця складена за даними сайту Верховної Ради України

## Визначні пам'ятки
Біля села знаходиться ботанічний заказник місцевого значення «Лісничівка», заснований у 1984 році, загальна площа 3176 гектарів.
Церква Різдва Богородиці, збудована в 1779 році. Нова церква Різдва Богородиці збудована в 1879 році, а стара у 1884 році продана в село Флору, Балтського повіту. 

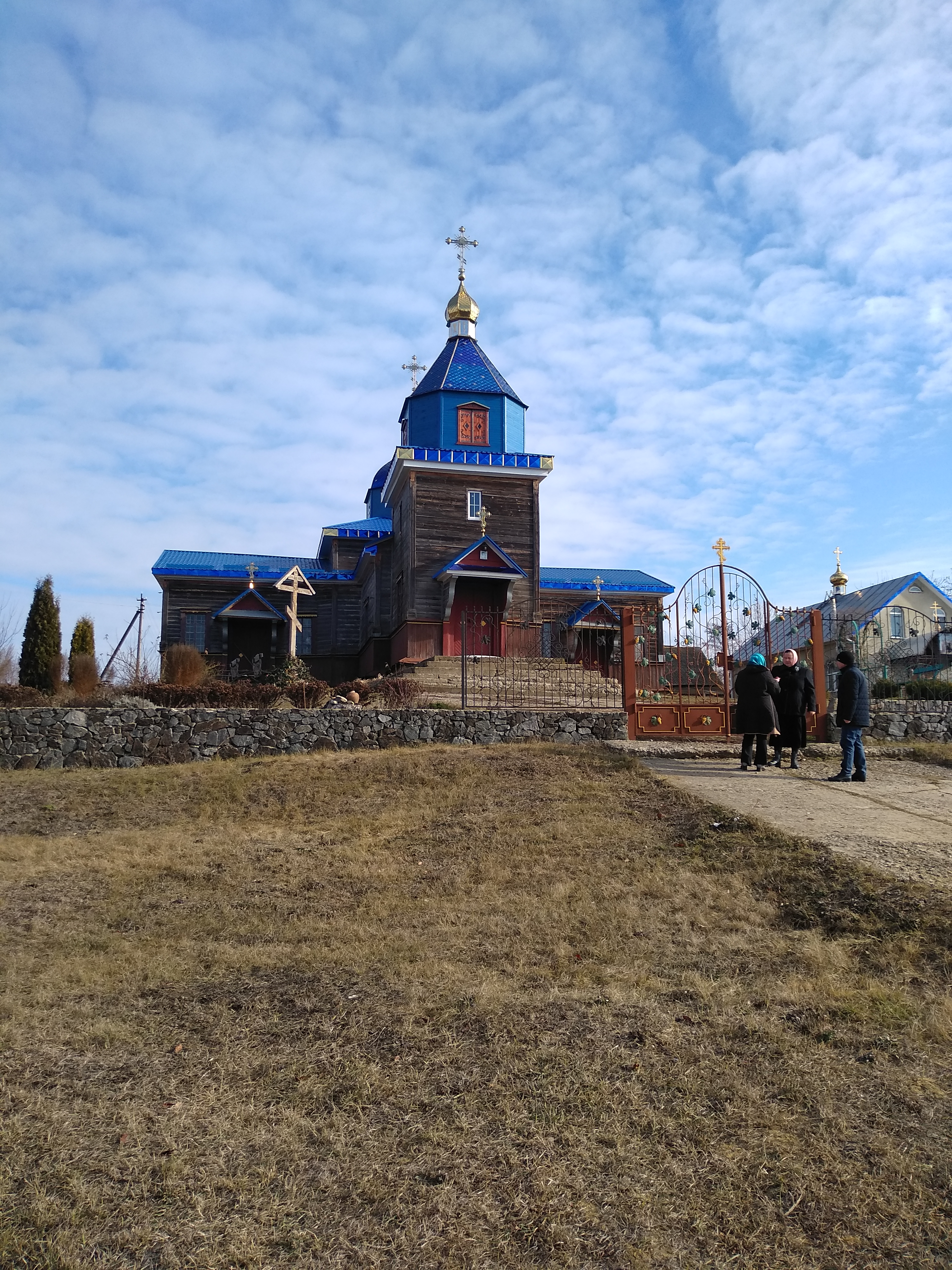
Церква Різдва Богородиці